# Niger (rijeka)
Niger je najveća rijeka Zapadne Afrike, i treća rijeka kontinenta poslije Nila i Konga, s dužinom od 4184 kilometra. 
Porijeklo imena Niger je nepoznato. Pretpostavlja se da potječe od latinske riječi za “crnca”, niger, ali nema dokaza za to, vjerojatnije je da su portugalski istraživači rabili vlastitu riječ, negro, kao što su radili na drugim mjestima po svijetu. Po jednoj hipotezi ime dolazi od tuareške fraze gher n gheren “rijeka nad rijekama” (skraćeno na ngher). Države Niger i Nigerija su dobile ime po rijeci. Narodi koji žive oko Nigera imaju razna imena za njega, među kojima Dželiba na Manding jeziku, i Isa Ber “velika rijeka” na Songajskom. Rimljani su čuli za rijeku i zvali je Dasibari. Donji i srednji tok rijeke su također poznati i pod imenom Kuora, nepoznatog porijekla. 
Površina porječja Nigera je 1 900 000 km², a protok vode je 6000 m²/s. Niger izvire u blizini planine Loma, na granici Sijera Leonea i Gvineje. Zatim teče u pravcu sjeveroistoka kroz Mali, gdje prolazi kroz gradove Bamako, Timbuktu i Goa. Zatim se okreće prema jugoistoku, prolazeći kroz zapadni dio Nigera i njegov glavni grad Niamey, i kroz Nigeriju gdje se sve više okreće prema jugu gdje se ulijeva preko velike delte u Gvinejski zaljev u blizini grada Port Harcourta. 

## Vanjske poveznice
|  | Zajednički poslužitelj ima još gradiva o temi Niger (rijeka) |